# Wat Mahathat (Ayutthaya)
Il Wat Mahathat (in lingua thai วัดมหาธาตุ พระนครศรีอยุธยา, in italiano Tempio della grande reliquia) è un tempio buddista che si trova ad Ayutthaya nella Thailandia centrale.
Secondo la storia ufficiale thailandese, e facendo riferimento alle ricerche delle Cronache Reali di Ayutthaya del principe Damrong Rajanubhab, la storia del Wat Mahathat inizia nel 1374 quando il re Borommaracha I eresse un tempio in questo luogo con un altro nome.
"Nell'anno della tigre 736 C.S. Somdet Phra Borommarachathirat e Phra Mahathera Thammakanlayan costruirono il grande, glorioso, santo, prezioso reliquiario (Phra Si Rattana Mahathat) a est del palazzo (il timpano reale del leone). Esso raggiunge i 19 wah in altezza ed è dotato di una punta a nove membri che è alta altri 3 wah."

## Galleria d'immagini

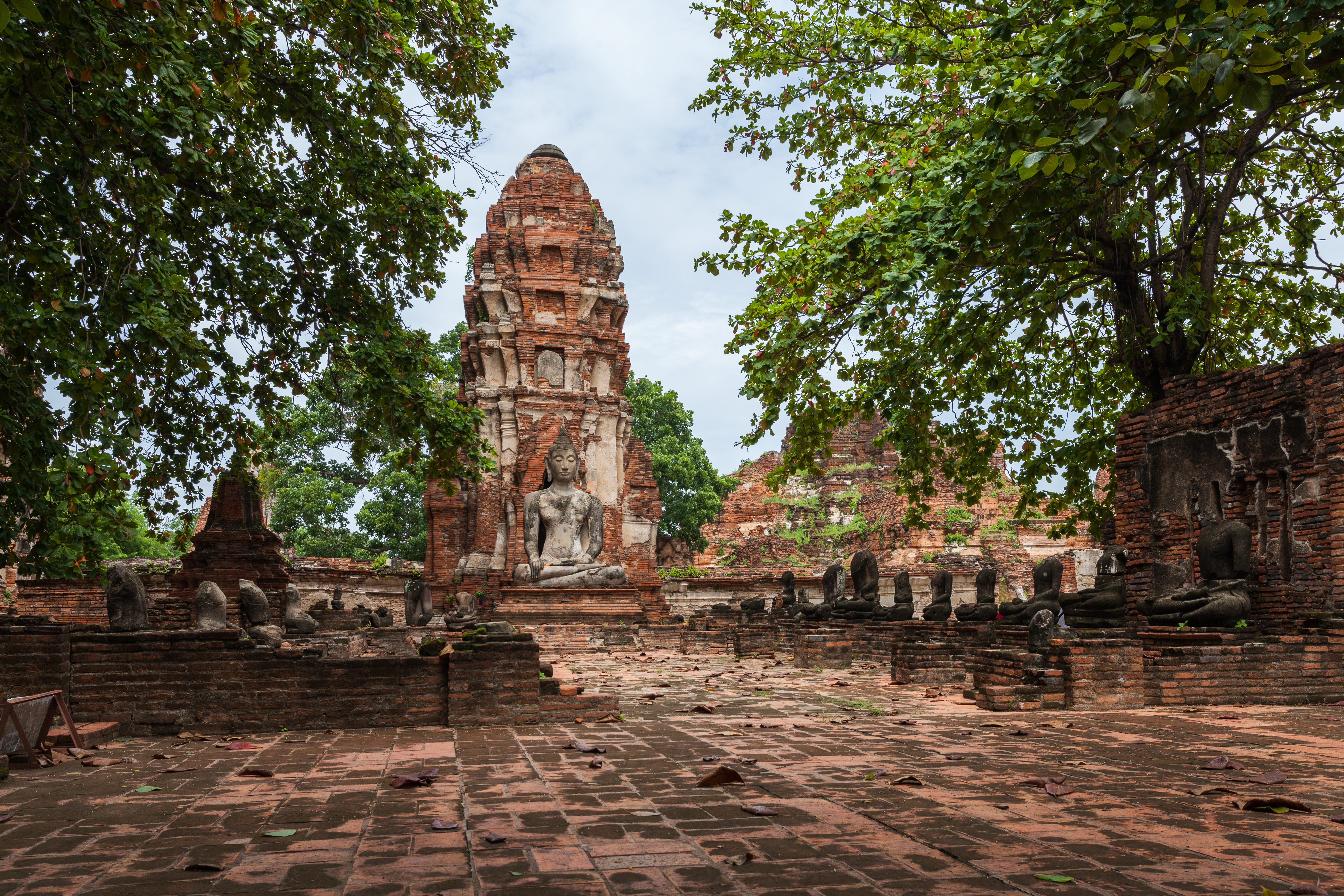
Prang e statua del Buddha
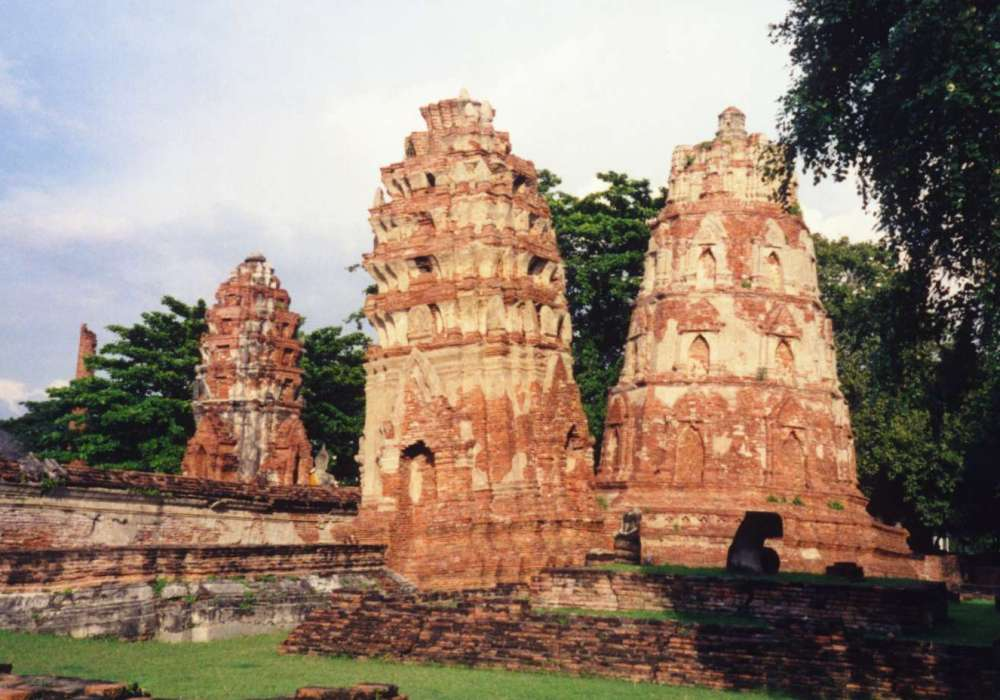
Wat Phra Mahathat
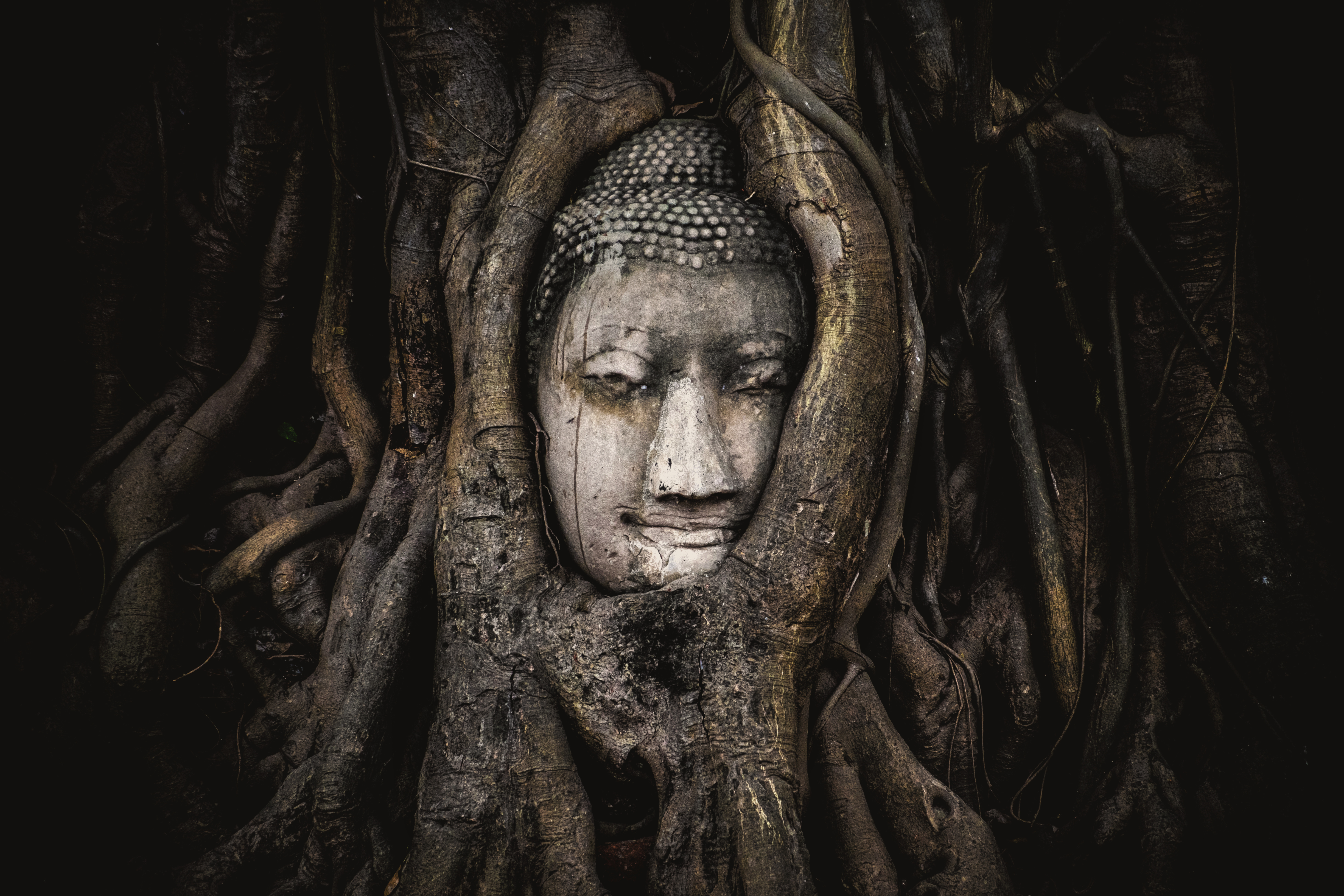
Testa del Buddha
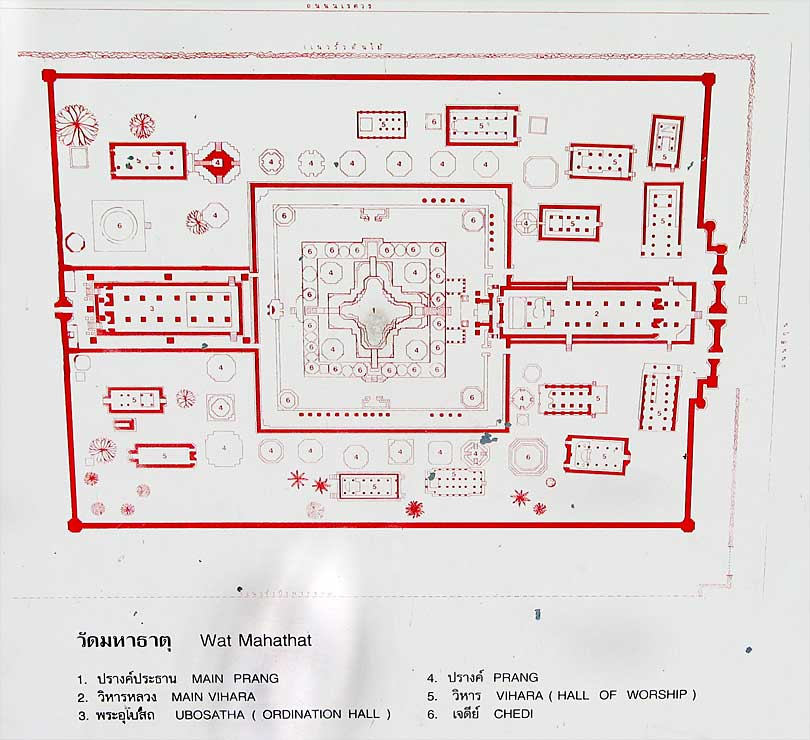
Mappa delle rovine del Wat Mahathat